# De Do Do Do, De Da Da Da
"De Do Do Do, De Da Da Da" é um single do grupo de rock The Police, lançado em dezembro de 1980. Foi o segundo single do álbum Zenyattà Mondatta.

## Créditos
- Sting – vocais
- Andy Summers – guitarras
- Stewart Copeland – bateria, guitarras e coro em "A Sermon"

## Faixas
7" - A&M / AMS 9110 (Reino Unido)
1. "De Do Do Do, De Da Da Da" - 4:09
2. "A Sermon" - 2:34

7" - A&M / AM 2275 (Estados Unidos)
1. "De Do Do Do, De Da Da Da" - 4:09
2. "Friends" - 3:35

7" - A&M / AM 25000 (Estados Unidos)
1. "De Do Do Do, De Da Da Da" (versão em espanhol) - 4:00
2. "De Do Do Do, De Da Da Da" (versão em japonês) - 4:00

## Desempenho nas paradas musicais
| Parada musical (1980-1981)                      | Melhor posição |
| ----------------------------------------------- | -------------- |
| Suíça - Schweizer Hitparade                     | 4              |
| Áustria Austria Albums Chart                    | 8              |
| Países Baixos Holanda Albums Chart -            | 10             |
| Nova Zelândia - New Zealand RIANZ Singles Chart | 8              |
| Reino Unido - UK Singles Chart                  | 5              |